# Paço do Lumiar
Paço do Lumiar es un municipio brasileño del estado del Maranhão. Pertenece a la Región Metropolitana de São Luís. Posee una población de 104 881 habitantes, según censo del IBGE en 2010.
Fue creado a partir del desmembramiento del municipio de São José de Ribamar. Es caracterizado por ser una ciudad dormitório. La mayoría de sus casi 100 mil habitantes trabaja en São Luís. Los principales barrios son Maiobão, Maioba, Mocajituba, Iguaíba y Maioba del Mocajituba. El municipio posee extensas áreas verdes también no ocupadas por actividades humanas.